# 廖士涵
廖士涵（Liao Shih Han，1978年3月13日—），台灣男導演、編劇及製片人。

## 簡歷
廖士涵畢業於國立政治大學廣播電視學系，退伍後即加入稻田電影工作室，主要擔任助理導演、副導演、編劇及製片人，2008年則開始自由接案，同時參與多項編導創作。2013年，他開辦首個公共電視人生劇展《仲夏夜府城》，獲得五項《第48屆金鐘獎》提名，且於2014年再以電視電影《菸蒂》入圍角逐《第49屆金鐘獎》「迷你劇集導演獎」殊榮。
另外，廖士涵所拍攝的作品題材特別，當中曾將習俗禁忌與流行直播文化、霸凌議題結合，拍成電影《粽邪》而受到注目。

## 電影作品

### 執導
- 2023《粽邪3：鬼門開》（電影長片）

- 2020《馗降：粽邪2》（電影長片）

- 2019《樂園》（電影長片）

- 2018《粽邪》（電影長片）

### 製片
- 2012《南方小羊牧場》（電影長片）
- 2010《茱麗葉之該死的茱麗葉》（電影長片）
- 2009《有一天》（電影長片）

## 電視作品

### 執導
- 2021《亞洲怪談2：送煞》
- 2022《滴水的推理書屋》（茁劇場）
- 2021《親愛的亞當》
- 2021《大債時代》
- 2018《種菜女神》
- 2018《好時光》（動畫短片）
  - 本片入圍2019 TIAF 臺中國際動畫影展短片競賽及臺灣短片競賽
- 2016《積木之家》（植劇場）
- 2015《舞吧舞吧在一起》（2015年三立華人電視劇）
- 2013《逆光青春》 (台視13集連續劇）
- 2025《化外之醫》

### 製片
- 2008《波麗士大人》 (三立電視台連續劇）

### 編劇
- 2008《波麗士大人》 (三立電視台連續劇）
- 2006《45度C天空下》 (公視連續劇）

## 電視電影作品

### 執導
- 2016《望月》 (大愛劇場）
  - 本片入圍2017年金鐘獎
  - 迷你劇集／電視電影獎
  - 迷你劇集／電視電影導演獎 - 廖士涵
  - 迷你劇集（電視電影）編劇獎 - 費工怡
  - 迷你劇集／電視電影男主角獎 - 吳慷仁
  - 本片榮獲2017年韓國首爾戲劇大賞「評審團特別獎」
- 2015《回家路上》 (公視人生劇展）
  - 本片入圍2015年金鐘獎
  - 迷你劇集／電視電影獎
  - 迷你劇集／電視電影導演獎 - 廖士涵
  - 迷你劇集／電視電影女配角獎 - 潘慧如
  - 迷你劇集／電視電影編劇獎 - 蔡沂澄
  - 榮獲迷你劇集／電視電影男主角獎 - 莊凱勛
- 2015《一個角落》（2015年中天電視電影）
  - 本片入圍2015年金鐘獎
  - 迷你劇集／電視電影女配角獎 - 李維維
  - 美術設計獎 - 廖秉怡
- 2015《降生十二星座》[3]（文化部推出臺灣文學劇場 - 閱讀時光）
  - 本片入圍2015年高雄電影節 國際短片競賽
  - 本片入圍18屆台北電影獎-短片類
- 2014《菸蒂》（2014年中視電視電影）
  - 本片入圍2014年金鐘獎
  - 迷你劇集／導演獎
  - 迷你劇集／男主角獎 黃河
  - 迷你劇集／男配角獎 喜翔
  - 攝影獎 李鳴
  - 榮獲2014年金鐘獎迷你劇集／最佳男配角獎 喜翔
- 2013《烏歸》（電影短片）
  - 入圍2013台北電影節
  - 榮獲2014金穗獎優等作品獎
- 2013《仲夏夜府城》（公視人生劇展）
  - 本片入圍2013年金鐘獎
  - 迷你劇集／電視電影獎
  - 迷你劇集／電視電影編劇獎 廖士涵、施虹如
  - 攝影獎 傅士英
  - 音效獎 陳安如、余政憲、張榮倚
  - 美術設計獎 柯青每
  - 榮獲2013年金鐘獎最佳美術設計獎 柯青每

### 製片
- 2013《那天...媽媽來看我》（新聞局電視電影）
  - 本片入圍2013年金鐘獎
  - 迷你劇集／電視電影女主角獎–白冰冰【白雪嬅】
  - 迷你劇集／電視電影編劇獎 - 雷孝慈
  - 榮獲2013年金鐘獎迷你劇集／電視電影女主角獎–白冰冰【白雪嬅】
- 2011《黛比的幸福生活》（電視電影）
- 2010《搖滾褓姆》（公共電視迷你影集）
- 2009《記得我們愛過》（HD電視電影輔導金）
- 2009《我的冒泡屋》（公共電視人生劇展）
- 2009《尋鬼記》（公共電視人生劇展）
  - 入圍金鐘獎最佳迷你劇集，最佳導演、最佳劇本獎
- 2008《30秒過後》（公共電視人生劇展）
- 2008《末班車》（公共電視人生劇展）

### 編劇
- 2013《烏歸》（電影短片）
  - 入圍2013台北電影節
  - 榮獲在第36屆 金穗獎／優良劇本獎
- 2013《仲夏夜府城》（公視人生劇展）
  - 本片入圍2013年金鐘獎
  - 迷你劇集／電視電影獎
  - 迷你劇集／電視電影編劇獎 廖士涵、施虹如
  - 攝影獎 傅士英
  - 音效獎 陳安如、余政憲、張榮倚
  - 美術設計獎 柯青每
  - 榮獲2013年金鐘獎最佳美術設計獎 柯青每

## 紀錄片作品

### 執導
- 2020《尋找達魯瑪克》（紀錄片）

```
 ‧ 2021年7月榮獲紐約電影獎當月最佳紀錄片、2021柏林臺灣影展閉幕片
```

- 2010《加賀屋溫泉旅館in北投》（紀錄片）
- 2006《45度C天空下 幕後紀實》（紀錄片）
- 2004《赴宴之宴會何時開始》（紀錄片）

### 製片
- 2010《邁向新世紀》（台灣歷史博物館紀錄片）

### 編劇
- 2010《加賀屋溫泉旅館in北投》（紀錄片）
- 2006《45度C天空下 幕後紀實》（紀錄片）
- 2004《赴宴之宴會何時開始》（紀錄片）

## 微電影作品

### 執導
- 2013《載著希望的巴士》（台中市勞工局微電影）
- 2013《青年就業讚》（勞委會職訓局微電影）
- 2012《全家動員抗肺炎》（醫療劇情短片）
- 2010《晨曦天使》（工商簡介片）
- 2007《24 hours》（醫療劇情短片）

### 編劇
- 2013《載著希望的巴士》（台中市勞工局微電影）
- 2013《青年就業讚》（勞委會職訓局微電影）
- 2007《24 hours》（醫療劇情短片）

## 外部連結
- 廖士涵 | 安澤映畫有限公司 （页面存档备份，存于）
- 廖士涵在豆瓣上的资料（简体中文）